# Dżuzur Karkana
Dżuzur Karkana (arab. جزر قرقنة, fr. Îles Kerkenna) – grupa dziewięciu wysp, położona w zatoce Mała Syrta, około 25 kilometrów na wschód od Safakisu. Najwyższy punkt na wyspach ma wysokość 13 m n.p.m. Niegdyś było to miejsce zesłań.
Głównymi wyspami są Chergui oraz Gharbi.
Ośrodkiem administracyjnym wysp Karkana jest miasteczko Ramla (Remla).